# Urbanstraße
Die Urbanstraße im Berliner Ortsteil Kreuzberg des Bezirks Friedrichshain-Kreuzberg verläuft vom Westen kommend von der Blücherstraße bis zum Hermannplatz. Dort bildet sie zusammen mit dem Kottbusser Damm und der Sonnenallee die nördliche Kreuzung. Sie wurde im 19. Jahrhundert befestigt und ausgebaut.

## Geschichte der Straße
Ursprünglich war die Urbanstraße ein Weg entlang der Hütung der Berliner Schlächter-Innung, der über die Dammstraße an den Teltow-Rand führte, wo er mit dem Weg aus der Hasenheide zusammentraf. Die Hütung war eine überschwemmungsgefährdete Wiese, die bis an den Landwehrgraben reichte. Die Schlächter mästeten damals noch selbst, und die Wiese hieß Schlächterhütung oder Urban, was auf einen Schreibfehler der Bezeichnung Urlake zurückgehen soll. Bis zum Rixdorfer Damm kennzeichnete die Urbanstraße die Grenze zwischen Kölln und Tempelhof.
Offiziell trägt die Urbanstraße ihren Namen seit dem 1. November 1874. Ihr westliches Ende wurde 1975 in Blücherstraße umbenannt.

## Bauwerke, Brunnen und Gedenktafel
Ein Teil der Bebauung gilt als erhaltenswert und wurde vom Berliner Senat unter Denkmalschutz gestellt, so das Offizierskasino (Nr. 21), die von 1888 bis 1891 erbauten Mietshäuser Nr. 28–35, der Urbanhof (Nr. 116), das 1912–1913 errichtete Wohngebäude der Berliner Stadtreinigung (Nr. 122/123) sowie das Tor zum Pumpwerk VI (Nr. 177). Nicht zu vergessen ist die Aziz-Nesin-Grundschule (Nr. 15).
Bemerkenswert ist ebenfalls der erhaltene und vielfach genutzte Gewerbehof Urbanstraße 71. Die auf drei Höfe verteilten fünfgeschossigen Gebäude wurden 1910 erbaut. Im Mai 1945 wurden in der damals ansässigen Druckerei die ersten Ausgaben der Tageszeitung Tägliche Rundschau gedruckt. 1967 kaufte die Gewerbesiedlungs-Gesellschaft das Gelände und erneuerte in mehreren Abschnitten die bauliche Substanz.
In der Urbanstraße 176 gab es den Sri Mayurapathy Murugan Tempel für Anhänger der Hindulehre. Mit dem Bezug des Tempel-Neubaus in der Riesestraße 20–22 in Berlin-Britz im November 2013 verlor der bisherige Tempel diese Funktion.

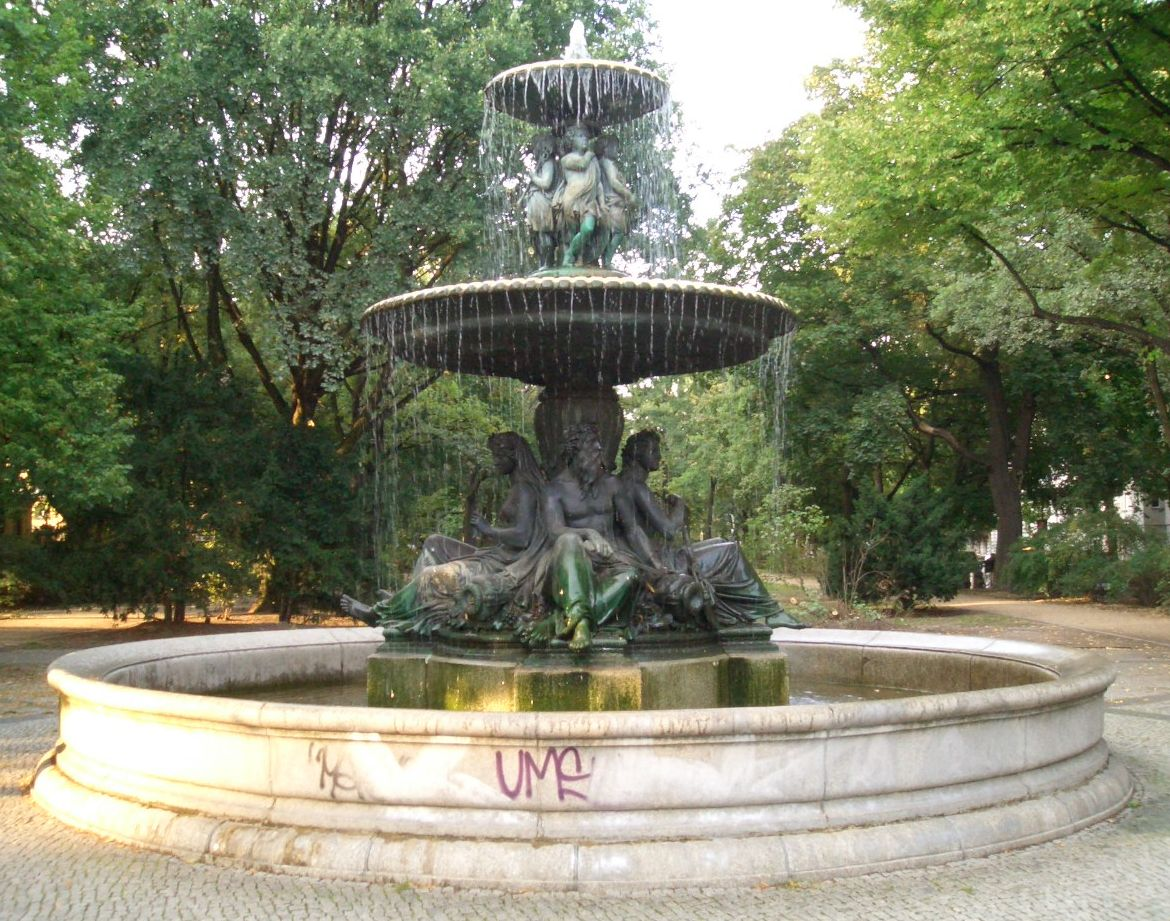
Wrangelbrunnen

An der Urbanstraße steht der Wrangelbrunnen, ein Werk des Bildhauers Hugo Hagen. Der spätklassizistische Brunnen stand 1877 zunächst am Kemperplatz, musste 1902 aber dem Rolandbrunnen weichen und befindet sich seitdem in der Urbanstraße Ecke Grimmstraße.
Am Haus Urbanstraße Nr. 20 erinnert eine Gedenktafel (siehe auch Liste der Berliner Gedenktafeln) daran, dass sich in der Nähe von 1798 bis 1866 der erste türkische Begräbnisplatz in Berlin befand. Der türkische Botschafter Ali Aziz Efendi war der erste Verstorbene, der dort beigesetzt wurde.